# إدوارد هيرزوغ
إدوارد هيرزوغ (بالسويدية: Eduard Herzog)‏ هو عالم عقيدة وأستاذ جامعي وقسيس سويسري وسويدي، ولد في 1 أغسطس 1841 في Schongau, Lucerne ‏ في سويسرا، وتوفي في 26 مارس 1924 في برن في سويسرا.